# Touti-Nameh
Le Touti-Nameh (Ṭuṭi-nāma, Tutinama, Tuti-nama, Tuti-nameh, etc. ; en persan : طوطی‌نامه), signifiant littéralement Contes d'un perroquet), est un recueil persan de 83 histoires réparties sur 52 « nuits », datant du XIVe siècle. Une version illustrée, comportant 250 miniatures peintes, fut commanditée par l'empereur moghol Akbar à la fin du XVIe siècle. L'œuvre, rédigée au XIVe siècle en Perse, dérive d'une anthologie antérieure en sanskrit, les Soixante-dix Contes du Perroquet ou Choukasaptati (un élément de la littérature katha) remontant au XIIe siècle de notre ère. En Perse, comme en Inde, les perroquets, en raison de leurs aptitudes supposées à la conversation, sont fréquemment présentés comme des conteurs dans des œuvres de fiction,,,.
Les aventures contées par le perroquet, au cours de 52 nuits successives, sont des contes visant à dissuader sa propriétaire de rejoindre son amant pour commettre l'adultère en l'absence de son mari. Les illustrations qui agrémentent les récits ont été exécutées pendant le règne d'Akbar, au cours des cinq ans qui ont suivi son accession au trône par deux artistes persans, Mir Sayyid Ali et Abdus Samad, qui travaillaient à la cour de l'empereur moghol.

## Histoire

### Versions successives en diverses langues
La paternité du texte du Touti-Nameh est attribuée à Ziya'al-Din Nakhshabi, plus simplement Nakhshabi (en), un médecin persan et un saint soufi qui avait émigré au XIVe siècle vers Badaun, dans l'actuelle province indienne de l'Uttar Pradesh, et qui écrivait en persan. Il avait traduit en persan et/ou publié une version classique en sanskrit d'histoires similaires à celles du Touti-Nameh vers l'an 1330. On suppose que ce petit livre de récits brefs et moralisants avait influencé Akbar pendant ses années de formation. On en déduit aussi qu'Akbar ayant un harem (de sœurs, épouses et servantes), les histoires morales étaient plus particulièrement orientées vers le contrôle des femmes,,.
La version illustrée en persan date de 1555-1560. Au XVIIe siècle, Mohammed Qaderi en a réalisé une version abrégée, ne comptant plus que 35 nuits et présentant des textes simplifiés. Cette version abrégée a servi de base à Francis Gladwin pour son édition bilingue farsi-anglais (Calcutta, 1801), elle-même réutilisée par Karl Iken (qui a également utilisé du matériau provenant des éditions antérieures plus complètes) pour réaliser une traduction allemande en 1822.
Une version française basée elle aussi sur la traduction anglaise et due à Marie d'Heures a été publiée à Paris en 1826. La traductrice a choisi de rejeter en Appendice le dénouement du recueil, qui lui paraît « très mauvais dans l'original » : en effet, au retour du marchand, le perroquet lui raconte en détail l'inconduite de sa femme, et le mari, furieux, la tue sur-le-champ. Marie d'Heures estime qu'« on trouverait en France ce dénoûment odieux et le rôle du perroquet abominable ».
En 1875 est parue une version en ourdou, due à Al-din Nakhshabi Ziya et Saiyid Haidar Bakhsh, et en anglais (George Small). Une autre version en allemand, traduite du turc par Georg Rosen à partir d'une version élaborée par Sari Abdallah Efendi vers 1660, a été publiée à Leipzig en 1858.
Une traduction complète en russe, effectuée à partir du manuscrit original, a été réalisée par Ievgueni Bertels (en) en 1919, mais n'a été publiée que soixante ans plus tard.

### Les miniatures
Les deux artistes, Mir Sayyid Ali et Abd al-Samad, furent invités par Humâyûn (le second empereur moghol) vers 1530-40 pour lui enseigner leur art, ainsi qu'à son fils Akbar. Initialement, ils rejoignirent Humâyûn à Kaboul (où il était en exil), puis se déplacèrent à Delhi lorsqu'il recouvra son empire sur la dynastie Suri. Par la suite, il s'installèrent auprès de l'empereur moghol Akbar à Fatehpur-Sikri, où un atelier d'artistes très important était affecté à la production de miniatures. Ce type de peinture devint connu sous le nom de peinture moghole durant le règne d'Akbar, de 1556 à 1605, qui vit l'accroissement de la puissance de l'empire moghol. Akbar lui-même s'attacha à promouvoir cette forme de miniatures peintes, réalisées par des artistes non seulement persans mais aussi indiens, ces derniers spécialisés dans les styles locaux. L'atelier développa ainsi une synthèse unique des styles indiens, persans et islamiques. Cette école allait produire par la suite des collections représentant des formes plus raffinées de la peinture de miniatures, comme par exemple le Hamzanama (Aventures d'Amir Hamza), l’Akbarnama (Livre d'Akbar), le Jahangirnama (ou Tuzk-e-Jahangiri, une autobiographie de l'empereur moghol Jahângîr), qui virent le jour sous le règne des monarques moghols successifs (du XVIe siècle au XIXe siècle) en tant que peintures mogholes, même si elles recelaient aussi des influences indiennes distinctes, hindoues, jaïn et bouddhistes. Le style moghol s'appliquait principalement aux portraits des empereurs et des reines mogholes, ainsi qu'à des scènes de cour et de cérémonies particulières, de chasse, de batailles, ainsi qu'à des scènes galantes et relatives à des activités variées des souverains. Ce format de miniatures fut aussi largement adopté par les souverains rajpoutes et du Malva,,,,,.

## Thème général du recueil
Le narrateur principal des cinquante-deux histoires du Touti-Nameh est un perroquet, qui raconte des histoires à sa maîtresse, du nom de Khojasta, afin de la détourner de tromper son mari pendant que celui-ci (un dénommé Maïmounis) est en voyage pour affaires. Le marchand avait laissé sa femme en compagnie d'un mainate et du perroquet. L'épouse étrangle le mainate qui lui avait imprudemment conseillé de ne pas se livrer à des relations illicites. Le perroquet, réalisant la gravité de la situation, adopte une approche moins directe, consistant à raconter de fascinantes histoires au long des cinquante-deux nuits qui suivent. Chacune d'entre elles constitue un épisode divertissant qui retient l'attention de Khojasta et lui fait différer sa rencontre avec son amant,.

## Contes contenus dans Touti-Nameh
- Conte premier : La naissance de Miémoun, et les amours de Khojisteh
- Conte sécond : Histoire de la sentinelle du roi de Tébéristan
- Conte troisième : L'orfèvre, le charpentier, le tailleur et l'ermite, se disputant pour une femme de bois
- Conte quatrième :

Histoire d'un émir et de la femme d'un soldat
- Conte cinquième :

Les amours d'un Bramine avec la fille du roi de Babylone
- Conte sixième :

Histoire du serpent et de Shapoor , capitaine des grenouilles
- Conte septième.

Les amours d'un derviche pour la fille du roi de Kinoje
- Conte huitième :

l'orfèvre et le charpentier
- Conte neuvième :

Histoire du marchand et de sa femme
- Conte dixième :

Histoire des deux Têtes
- Conte onzième :

Histoire de l'oiseleur et du
perroquet
- Conte douzième :

Les amours de Besheer et de Chunder
- Conte treizième :

Les amours de la femme d'un boutiquier, qui attrapa son beau-père et se justifia
- Conte quatorzième :

Histoire de la Fille du marchand et du Jackal
- Conte quinzième : Aventure d'une femme avec un épicier
- Conte seizième :

Histoire des quatre Riches devenus pauvres
- Conte dix-septième :

Histoire de Zéreer le tisserand, ou l'homme à qui rien ne put réussir
- Conte dix-huitième :

Histoire d'un Fils de roi et de Khaliss et Mukless
- Conte dix-neuvième :

Le marchand et la jument
- Conte vingtième :

Histoire de la Femme qui échappe par stratagème aux griffes d'un lion
- Conte vingt-unième :

Histoire de la Fille du marchand
- Conte vingt-deuxième :

Le Jackal devenu roi et tué pour l'avoir été
- Conte vingt-troisième : Histoire des amours de l'Empereur de la Chine et de la Reine de Room
- Conte vingt-quatrième : Histoire du Bramine et du Lion
- Conte vingt-cinquième : Histoire de l'Oiseau ligué contre l'éléphant,avec la grenouille

et l'abeille
- Conte vingt-sixième : Histoire de l'Orfèvre et

du Soldat
- Conte vingt-septième : Histoire du vieux Lion,du Chat et de son fils
- Conte vingt-huitième : La Fille d'un mar-chand refusée par le roi
- Conte vingt-neuvième : Histoire du Seigneur qui eut pitié d'un serpent
- Conte trentième : Histoire de l'Élan et de l'Âne chanteur
- Conte trente-unième : Histoire du Potier, général d'armée
- Conte trente-deuxième : Le Lion, les petits

et le jeune Jackal
- Conte trente-troisième

Histoire du Bramine d'or et du Barbier
- Conte trente-quatrième : Le Lion qui fut dépossédé de son habitation par un Syagoash
- Conte trente-cinquième : Histoire d'un roi qui épousa la fille de l'empereur de Room